# USS LCI(L)-713
L'USS LCI(L)-713 est une grande péniche de débarquement de classe LCI(L)-351 construite pour l'United States Navy pendant la Seconde Guerre mondiale.
Il est situé à Portland en Oregon, amarré dans la lagune de l'île Swan. Il appartient actuellement et est en cours de restauration par un groupe à but non lucratif 501c3, le Amphibious Forces Memorial Museum (Musée mémorial des forces amphibies).

## Historique
Le LCI-723 a été affectée à la guerre du Pacifique et a participé à deux débarquements : Aux Philippines, au sud-est de l'île de Mindanao (province du Zamboanga) en mars 1945 et à Bornéo, en baie de Brunei en juin 1945 (dans le cadre de la bataille du Bornéo du Nord). Jusqu'en décembre 1945, il a transporté des troupes aux Philippines. Il est revenu aux États-Unis en janvier 1946 et a été désarmé le 6 octobre 1946 et remis à la Commission maritime pour être vendu.
Acheté comme surplus de guerre initialement pour être utilisé comme remorqueur de flottage du bois, les moteurs ont été retirés et il a été relégué dans une carcasse de stockage flottante à Stevenson dans l'État de Washington jusqu'à la fin des années 1950, date à laquelle il a été abandonné et a coulé dans la boue sur la rive du fleuve Columbia.

### Distinction
LCI(L)-713 a reçu une étoile de bataille pour l'action de la Seconde Guerre mondiale.

### Préservation
À la fin des années 1970, le navire a été renfloué et sa restauration a commencé. Le LCI(L)-713 a changé de propriétaire jusqu'à ce qu'il soit finalement vendu à l'AFMM en 2003. Le LCI(L)-713 est continuellement entretenu dans le but de devenir un navire musée historiquement correct.
Il a été classé au registre national des lieux historiques le 12 avril 2007 